# Lorenz Gedon

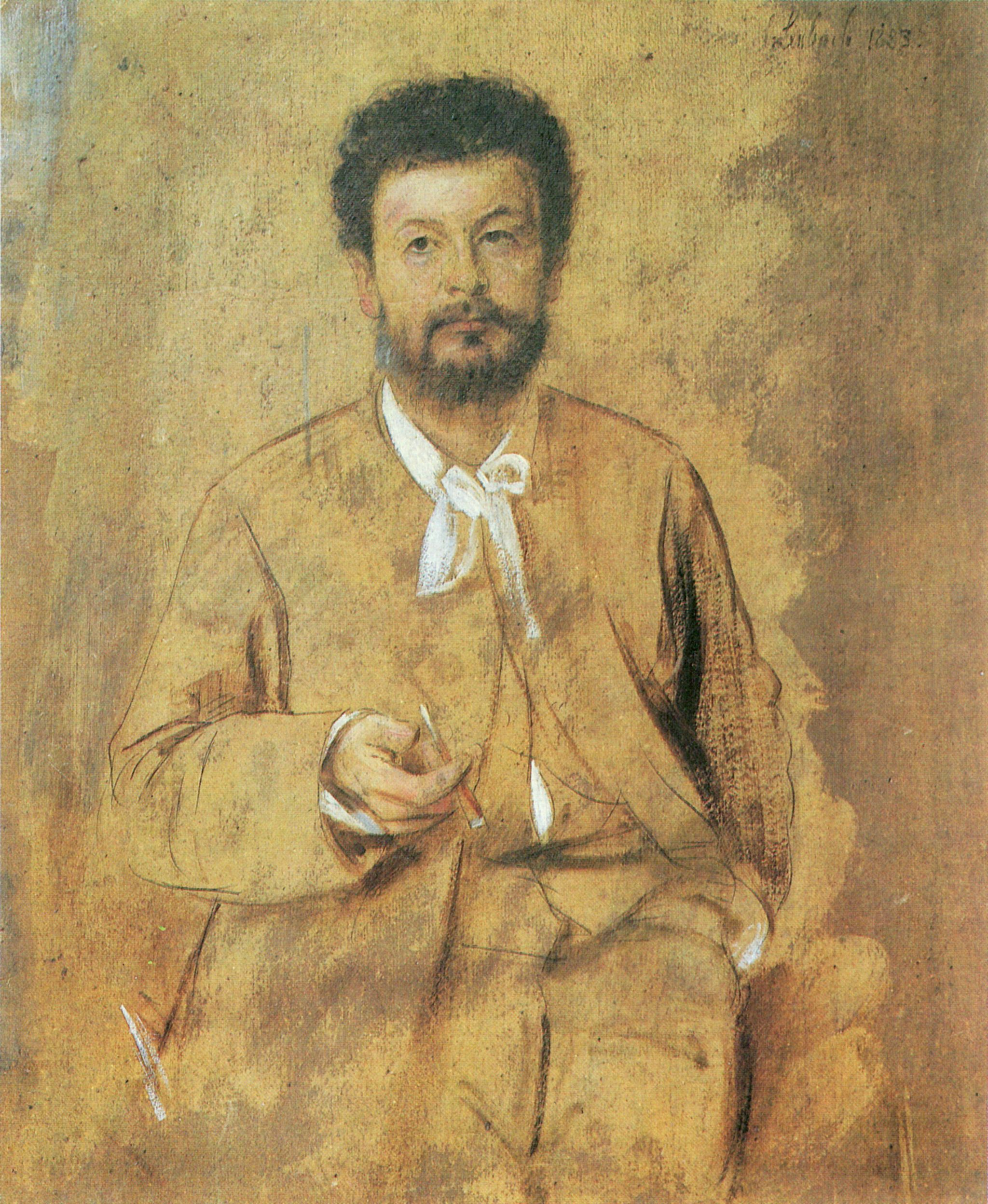
Lorenz Gedon, teckning av Franz von Lenbach 1883.

Lorenz Gedon, född 12 november 1843 i München, död där 27 december 1883, var en tysk arkitekt och bildhuggare.
Gedon utbildade sig på Mayrs konstskola i München och var en av banbrytarna inom den rörelse, som från 1870 försökte pånyttföda en tysk konst. Han införde nyrenässansen i Münchens arkitektur och ritade även byggnader i barockstil. Bland hans verk märks greve Schacks palats med våning för Schackgalleriet i München (1872–74) och Heylska huset i Worms. Hans styrka låg i det dekorativa; hans arbeten på detta område, till exempel den inredningen av Konstindustriutställningen i München 1876 och tyska konstsalen på världsutställningen i Paris 1878, gav upphov till bierkneipstilen i tysk nyrenässans. Ludvig II av Bayern anlitade honom till den inre utsmyckningen av sina slott.